# ファイブ・ミッションズ
株式会社ファイブ・ミッションズは、かつて近畿地方においてシミズメガネの屋号でメガネ・コンタクトレンズ小売専門店チェーンを展開していた企業である。旧社名は株式会社シミズメガネ。
なお、千葉県柏市に本社を置く同名の眼鏡店とは資本関係は全くない。

## 概要
1928年10月に、清水眼鏡所としてメガネフレームを製造する会社として創業。1963年1月に法人に改組されたと同時に、メガネ、コンタクトレンズ、補聴器の販売に進出し、後に株式会社シミズメガネへ商号変更した。50代以上をターゲットとした販売戦略や、広告戦略を強化し、大阪府や奈良県を中心に一時期は約50店舗を展開し、1997年9月期は約18億3000万円の売上をマークした。創業時からのメガネフレーム製造事業は1986年に撤退した。
しかし、Zoff・JINS等の低価格販売店の台頭により業績が低迷。不採算店の閉鎖などの合理化を実施したものの、2016年9月期の売上は約6億2000万円まで落ち込み、不採算店の閉鎖の整理損などから財務状況が悪化。2017年8月3日に同業大手である株式会社メガネスーパーが設立した子会社である株式会社関西アイケアプラットフォーム（2020年11月に株式会社VHリテールサービスに吸収合併）へ全事業並びに残っていた大阪府内の全11店舗を譲渡したと同時に、商号を株式会社ファイブ・ミッションズへ変更したが、2017年11月8日に大阪地方裁判所へ破産を申し立て、同年12月1日に大阪地裁から破産手続開始決定を受けた。負債総額は約9億3000万円。そして2018年6月27日に法人格が消滅した。
シミズメガネのブランドは、関西アイケアプラットフォームの親会社である株式会社ビジョナリーホールディングスの1ブランドとして存続している。